# Tragacantha prostrata
Tragacantha prostrata là một loài thực vật có hoa trong họ Đậu. Loài này được (Hook. & Arn.) Kuntze miêu tả khoa học đầu tiên năm 1891.